# Fokker S.III
Il Fokker S.III fu un aereo da addestramento monomotore biplano sviluppato dall'azienda aeronautica olandese Fokker nei primi anni venti.
Adottato principalmente dalla Marine Luchtvaartdienst (MLD), la componente aerea della Koninklijke Marine (marina militare dei Paesi Bassi), rimase operativo nei reparti di addestramento della marina olandese dal 1924 fino al 1938 per poi concludere il servizio in ambito civile.

## Storia del progetto
Nei primi anni della sua attività in territorio olandese la Fokker, che per ragioni di marketing adottò una ragione sociale diversa da quella utilizzata nell'Impero tedesco, iniziò a diversificare la produzione per entrare in fasce di mercato dell'aviazione sia militare che civile in espansione dopo la conclusione della prima guerra mondiale.
Dopo aver riscosso un buon successo di vendite nel campo degli aerei da addestramento con il biplano Fokker S.II a due posti affiancati, l'ufficio tecnico avviò lo sviluppo di un velivolo dall'impostazione più convenzionale, sempre in un unico abitacolo ma con allievo pilota ed istruttore seduti in tandem, soluzione che permetteva di ridurre la superficie frontale del velivolo a vantaggio delle prestazioni, introducendo anche la struttura della fusoliera a sezione triangolare che caratterizzò la produzione Fokker del successivo decennio.
Il prototipo, equipaggiato con un motore Mercedes D.II 6 cilindri in linea raffreddato a liquido da 120 PS (88 kW), venne portato in volo per la prima volta il 12 dicembre 1922 dall'aerodromo di Schiphol.
Il modello attirò l'attenzione della Koninklijke Marine, la marina militare dei Paesi Bassi, che stava valutando di sostituire nelle proprie scuole di volo lo Spijker V.2 a causa di un significativo numero di incidenti mortali. Dopo un ampio programma di prove la commissione esaminatrice della Koninklijke Marine si dichiarò soddisfatta delle prestazioni espresse dal modello ed il 6 giugno 1923 venne emesso un ordine di fornitura per sei esemplari, indicati con le sigle da S-1 a S-6. In seguito venne ordinato un secondo lotto di S.III, 12 unità indicate da S-7 a S-18. L'ordine venne completamente evaso entro la fine del 1924, con tutti gli esemplari inviati smontati e completi di parti di ricambio, quindi assemblati nelle strutture della marina olandese ed inviati ai reparti.
Anche l'Hæren, l'esercito della Danimarca espresse interesse per il modello ed il 3 aprile 1924 emise un ordine di fornitura per due unità da avviare a prove di valutazione. Anche in questo caso la Fokker fornì gli esemplari smontati per poi essere assemblati in loco dal personale militare danese. I due S.III, identificati con i codici di registrazione S-1 e S-2, volarono il primo nell'agosto 1924 ed il secondo nell'aprile 1925. Benché i riscontri fossero ritenuti positivi non si concretizzò mai un successivo ordine di fornitura ed i due esemplari vennero messi fuori servizio l'8 novembre 1927.
Un ulteriore esemplare, che integrava anche parzialmente soluzioni tecniche adottate dal successivo Fokker S.IV, venne realizzato per il mercato statunitense ed inviato alla Atlantic Aircraft, succursale statunitense della Fokker, che lo commercializzò con il marchio Atlantic per ragioni di marketing. Indicato come Atlantic S-III (o Atlantic S-3) fu il primo modello in listino della Atlantic Aircraft ed il primo, benché probabilmente anche questo fosse stato preassemblato nei Paesi Bassi, realizzato negli Stati Uniti d'America dall'azienda. Inizialmente motorizzato con il Curtiss OX-5 8 cilindri a V da 90 hp (67 kW), venne proposto sul mercato dell'aviazione militare non riuscendo però a trovare riscontri positivi, nonostante venne in seguito equipaggiato con i più potenti Wright-Hisso A da 150 hp e Wright-Hisso E da 180 hp (versione realizzata su licenza del Hispano-Suiza 8). Nel 1926 venne inviato alla Wright Aeronautical Corporation per essere utilizzato come banco di prova volante, rimotorizzato con i radiali Wright J-4 Whirlwind da 200 hp e Wright J-5 Whirlwind da 220 hp, per poi essere integrato nel Wright Aeronautical Service.
Questo velivolo, equipaggiato con un radiale Wright Whirlwind, nel 1927 venne utilizzato dal pilota Clarence Chamberlain nel primo volo di posta aerea tra una nave in navigazione e uno scalo terrestre, sollevandosi dalla breve pista realizzata sul ponte dell'SS Leviathan, transatlantico della compagnia di navigazione United States Lines, il 31 luglio. L'interesse espresso nel 1927 dall'United States Army, l'esercito statunitense, non si concretizzò e l'esemplare, smantellato nel luglio 1929, rimase l'unico realizzato in territorio statunitense.

## Impiego operativo
Gli S.III iniziarono ad essere consegnati ai reparti di addestramento della marina nel corso del 1924 andando velocemente a sostituire gli Spijker V.2. Durante l'utilizzo gli equipaggi espressero pareri molto favorevoli sulle caratteristiche di volo del modello. Gli esemplari rimasero in servizio fino alla fine del 1938 per poi essere progressivamente radiati e immessi sul mercato dell'aviazione generale. A maggio 1940 risultavano ancora operativi nove esemplari, inoltre alcuni risultano essere stati utilizzati come aereo civetta presso l'aerodromo militare De Kooy, ora parte dell'Aeroporto di Den Helder.

## Versioni
S.III
designazione degli esemplari prodotti nei Paesi Bassi.
S-3
designazione utilizzata per l'esemplare importato dall'Atlantic Aircraft, sussidiaria statunitense della Fokker.

## Utilizzatori
Danimarca
- Hærens Flyvertropper

operò con due esemplari.
 Paesi Bassi
- Marine Luchtvaartdienst